# Koncepcja wiary Jamesa W. Fowlera
Koncepcja wiary Jamesa W. Fowlera, teologa i psychologa, twórcy Centrum etyki w Candler School of Theology, Emory University, Georgia, USA  jest rozległym spojrzeniem na rozwój wiary. Fowler należy do nielicznych, którzy pobudzają myślenie refleksyjne nad religijnym rozwojem człowieka. Fowler, związany w latach 1969-1975 z Harvard Divinity School, jest pod silnym wpływem orientacji rozwojowo-poznawczej, której czołowym przedstawicielem był twórca stadialnej teorii sądzenia moralnego, Lawrence Kohlberg. Podobnie jak Kohlberg, Fowler zainspirował się teorią stadiów rozwoju operacji umysłowych Jeana Piageta. 
Teologiczno-filozoficzne podłoże wyróżnionych typów wiary czerpie Fowler z pism Reinholda Niebuhra (wiara ma charakter relacyjnej triady: ja - inni - obiekt wartości i mocy) i Paula Tillicha (kategoria ostatecznej troski). Opisując w wieloaspektowy sposób stadia rozwoju wiary, Fowler nawiązuje do prac takich, współpracujących z Kohlbergiem  badaczy, jak Daniel J. Levinson, Robert L. Selman, Robert Kegan.

## Typy wiary
Fowler w swojej koncepcji jako obiekt „ostatecznej troski” nie definiuje jednego Boga, a dowolny obiekt, ku któremu skierowana jest uwaga lub zainteresowanie jednostki. Człowiek rozumiany jest jako istota społeczna, funkcjonująca w grupie, dążąca do wyjścia poza „ja” oraz przede wszystkim nadania swemu życiu sensu. Nadanie sensu do tego stopnia dominuje życie człowieka, iż z jednej strony może wynikać z poziomu rozwoju, na którym znajduje się człowiek, jak również może doprowadzić do nadawania przez to dążenie tempa rozwojowi. Wzajemny wpływ dążeniowo-rozwojowy może mieć dla jednostki charakter pozytywny, ale również powodujący regres.

### Wiara politeistyczna
Opiera się na poszukiwaniu siły oraz wartości w wielu, różnorodnych, niepowiązanych obiektach, dążeniach czy zainteresowaniach. Postawa zasadzająca się na mieszaniu wielu stylów, prawd czy wierzeń prowadzi do zagubienia i niestałości w zachowaniu, skutkuje często zachwianiem osobowości. Charakterystyczna dla zachodnich cywilizacji.

### Wiara henoteistyczna
Jednostka swoje dążenia kieruje ku jednemu obiektowi, który jednak nie na cech uniwersalnych i jest obiektem, który daje zaspokojenie nie będące jednak zaspokojeniem ostatecznym. Przesadne dążenia henoteistyczne może prowadzić do fetyszyzmu, natomiast w krańcowych przypadkach do zbrodni (faszyzm), czy samobójstwa. Zbytnie identyfikowanie z bóstwem prowadzi do zubożenia osobowości oraz problemów z tożsamością.

### Radykalny monoteizm
W rozumieniu koncepcji Fowlera wiara radykalnie monoteistyczna nie jest rozumiana jako „doktryna uznająca jednego Boga”. Autor dąży do stworzenia uniwersalnej kategorii, aby dążenia do sensu życia było nie przyporządkowane sztywno do wyznawanej wiary. Fowler „modelowy” uniwersalizm wiary rozumie jako odkrycie własnej nagości niezależnie od tego, czy wierzący jest marksistą, agnostykiem, chrześcijaninem czy ateistą.

## Rodzaje konstrukcji wiary
- Ustrukturalizowana wiedza - przekonania;
- Wartościowania - poświęcenie, zaangażowanie;
- Strukturalizowane całości sensu - opowiadania, przypowieści.

## Koncepcja stadiów rozwoju wiary
Podział na stadia rozwoju wiary opiera się na dialektycznej metaforze spirali. Każde ze stadiów jest wynikiem osiągniętego stanu dynamicznej równowagi na poprzednim (niższym) poziomie. Podczas rozwoju dochodzi do rekapitulacji (pozornego regresu).

### Prestadium
Jednostka nabywa pierwsze percepcyjne doświadczenia. Wiara rozwija się na gruncie ufności (Erik Erikson) do matki czy opiekuna. Więź z matką jest dla jednostki pierwotną formą miłości i akceptacji - fundamentem, na którym rozwija się wiara.

### Wiara intuicyjno-projekcyjna: 2-6 rok życia
Rozwój na podstawie elementów kultury oraz konglomeratów religii przyswojonych przez świadomość jednostki. W tym wieku z racji bujnej wyobraźni, impulsywnego „ja” oraz nacisku odczuwanego z zewnątrz jednostka przeżywa bardzo silne emocje oraz jest szczególnie podatna na wchłanianie opowieści i tworzenie wyobrażeń symbolicznych.

### Wiara mityczno-literalna: 6,5-12 rok życia
Jednostka wykazuje duży konformizm. Boga pojmuje w sposób antropomorficzny, jako staruszka z brodą. Dochodzi do przełamania myślenia egocentrycznego. Jednostka ma wpojone sądy na temat religii oraz egzystencji. Modlitwa ma wyjednać dobra. Jednostka kieruje się własnymi życzeniami oraz potrzebami („ja imperatywne”).

### Wiara syntetyczno-konwencjonalna: 12-18 rok życia
Jednostka odnajduje się w nowych relacjach typu „ja-świat”, „ja-Bóg”. Przejście od „ja imperatywnego” do „ja interpersonalnego”. Przejście wiąże się z braniem pod uwagę swojej osoby, ale również treści myślenia, przekonań, systemów wartości oraz autorytetów innych osób. Wiara posiadana w tym stadium nie jest silnie zinterioryzowana, co stwarza zagrożenie zachwiania jej. Wiara jest (konwencjonalnym) systemem wartości całego społeczeństwa. Jest nieanalityczna i widziana jako spójna całość.

### Wiara indywidualno-refleksyjna: 18,20-35,40 rok życia
Jednostka postrzega siebie jako autorytet, sama decyduje o wyznawanych wartościach i normach. Posiada zdolność do odróżniania symbolu od symbolicznej treści. Jednostka jest dla siebie jednocześnie sędzią i podmiotem odpowiedzialnym, co prowadzi do przyjęcia odpowiedzialności.

### Wiara koniunktywna: powyżej 30 roku życia
Wyrażane wartości przekraczają własne granice tożsamości, wychodzą poza sprecyzowany system światopoglądowy. Jednostka nabywa zdolności do postrzegania świata systemowo i relacyjne. Rozumie istnienie sprzeczności i paradoksów, znajduje głębszy sens. (rozumowanie komplementarne). Jednostka myśli i kieruje się elastycznymi regułami funkcjonowania psychicznego. Przyjmuje różne perspektywy, łączy różne style kulturowe i instytucjonalne.

### Wiara uniwersalizująca
Wiek jednostki około 40 lat. Jednostka rozumie paradoksy jako mające przyczyny w ukrytych zasadach jedności. Jednostka bezapelacyjnie angażuje się, poświęca dla sprawiedliwości, miłości oraz wolności. Decentruje Boga w stopniu umożliwiającym jej identyfikację z nim. Wyższa forma wiary jak Gandhi, Martin Luther King, Matka Teresa z Kalkuty. Jednostka cechuje się ogromną charyzmą oraz autorytetem. Głównym celem w życiu w tym stadium jest bezinteresowna pasja zmiany świata.